# Švýcarské Alpy Jungfrau-Aletsch
Švýcarské Alpy Jungfrau-Aletsch je název jedné z lokalit světového přírodního dědictví UNESCO. Rozkládá se na ploše 824 km², na území kantonů Bern a Valais. Tento horský region je součástí jižních Bernských Alp. Nachází se zde mimo jiné největší zaledněné území v kontinentální Evropě - Aletschský ledovec. Mezi nejznámější hory patří masiv Eiger-Mönch-Jungfrau, celkem se zde nachází devět vrcholů vyšších než 4000 m n. m. Severní část území patří do povodí Rýnu (Severní moře), již pak do povodí Rhôny (Středozemní moře).

## Přírodní podmínky
80%-90% rozlohy tohoto chráněného území je pokryto ledem a sněhem, 6% zalesněno, na 5,2% se rozprostírají alpské louky. Ze stromů lze jmenovat např. druhy borovice lesní, javor klen, jasan ztepilý, bříza bělokorá, olše zelená zkadeřená, borovice kleč pravá, modřín opadavý a borovice limba.
Žijí zde např. kozorožec horský, jelen lesní, srnec obecný, zajíc bělák, lasice hranostaj, liška obecná, lasice kolčava, kuna skalní, svišť horský a rys ostrovid.
Velká část území chráněným UNESCEM je zároveň součástí Federálním inventáře krajinných a přírodních památek národního významu, která zahrnuje nejvýznamnější švýcarské přírodní lokality. Vzhledem k bohaté rozmanitosti stanovišť není překvapením, že přibližně 700 z 3600 ohrožených nebo vzácných druhů ve Švýcarsku se nachází na území světového přírodního dědictví.

## Fotogalerie

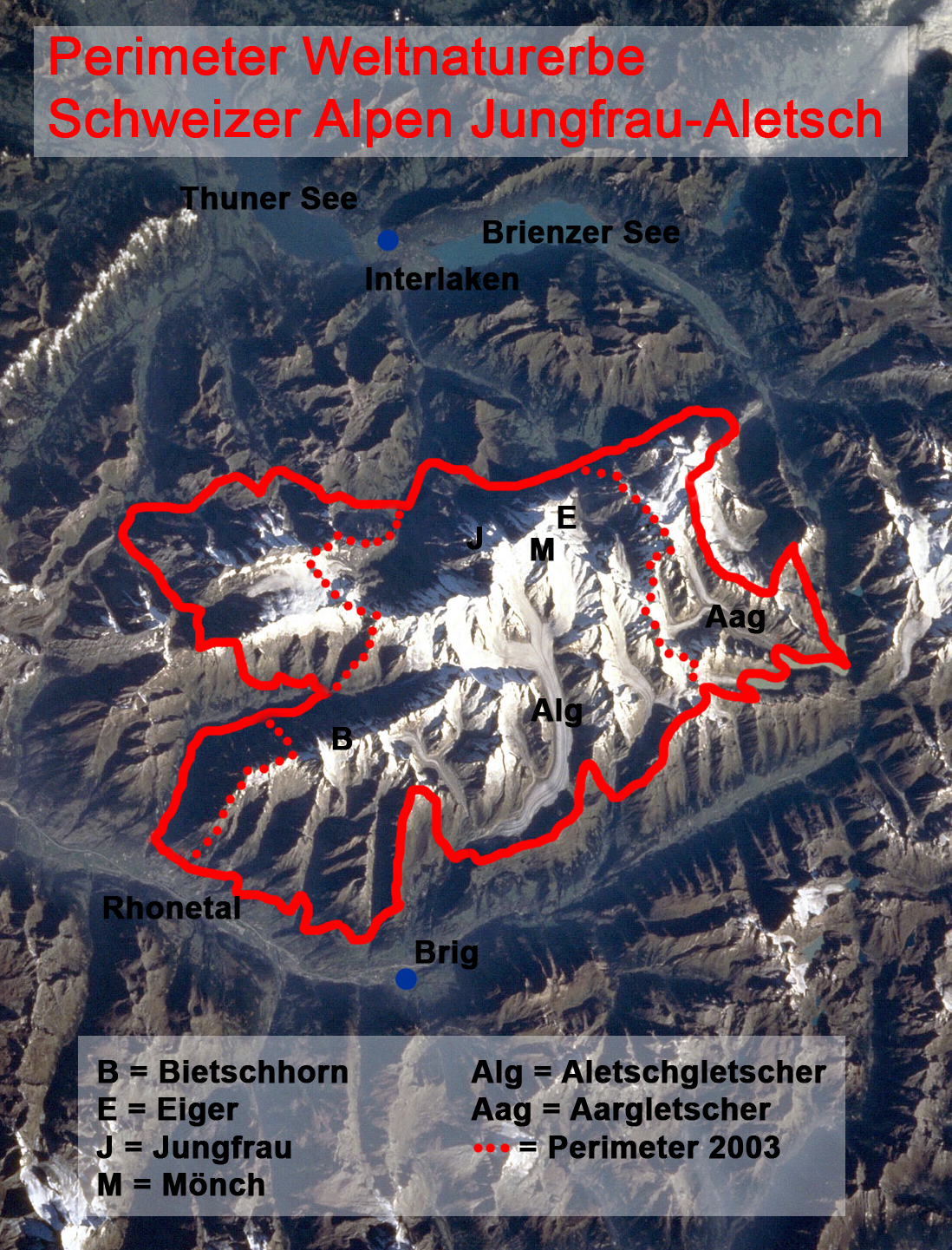
vymezení chráněného území
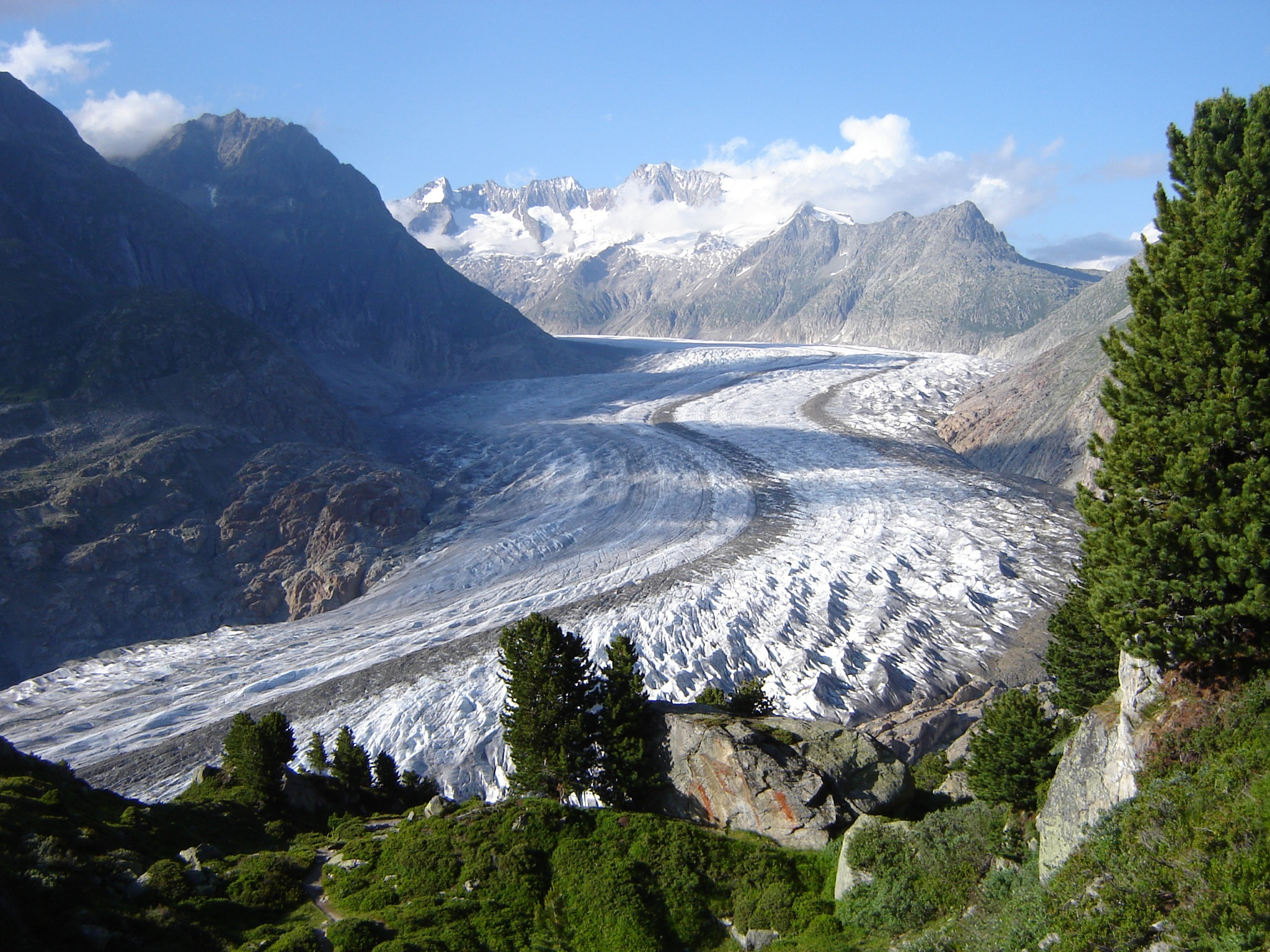
Aletschský ledovec
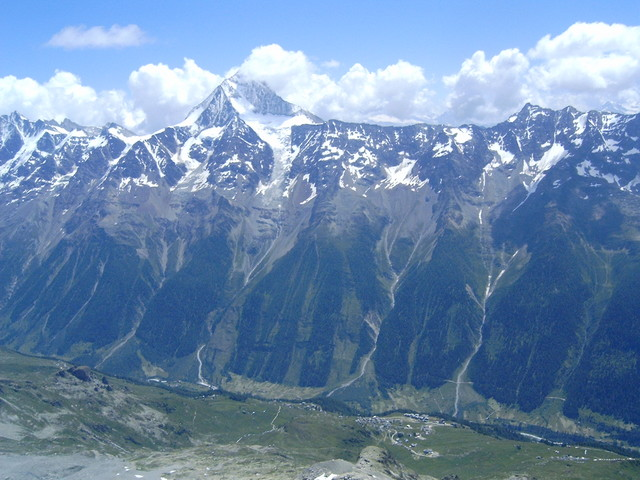
Bietschhorn a Lötschental
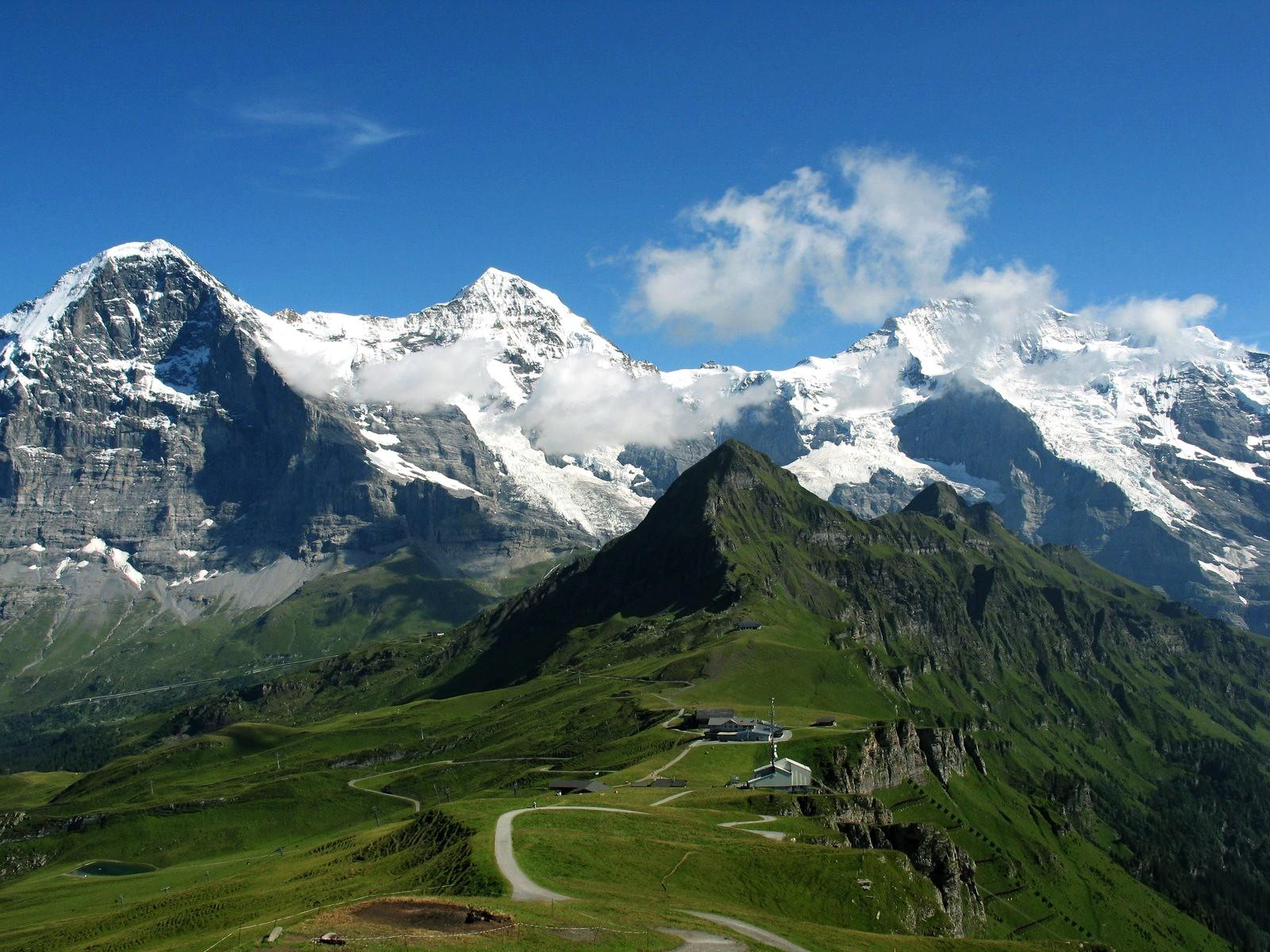
Eiger, Mönch a Jungfrau